# أطروحة جولدشميت
في أنثروبولوجيا الزراعة، أطروحة جولدشميت هي الأطروحة التي كتبها والتر جولدشميت التي تقول أن مقياس المزارع وخصائص الإدارة الأخرى (على سبيل المثال، عمالة الأجور) مرتبطة ببعض خصائص المجتمع. لقد كان جولدشميت عالم أنثروبولوجيا في كاليفورنيا حيث قام ببحث رائد عن المجتمع الريفي تحت إشراف مكتب الاقتصاد الزراعي التابع لوزارة الزراعة الأمريكية عن مجتمعين زراعيين في كاليفورنيا (أرفين ودينيوبا). ولقد أظهر بحثه في عام 1944 أن بنى المزارع الكبيرة، وبالأخص الصناعية منها، في أحد المجتمعين كانت مرتبطة بظروف مجتمعية معاكسة. بينما المزارع الصغيرة التي يشغلها مالكها في المجتمع الآخر، كانت مرتبطة باقتصاد أكثر نشاطًا وتنوعًا وبمستويات معيشية أعلى.
لقد ركزت مجموعة كبيرة من الأبحاث على اختبار أطروحة جولدشميت. ولكن صحة الأطروحة التي تقول بأن الخصائص البنيوية للمزارع التي تسود في منطقة ما يمكنها أن توجد خصائص معينة للمجتمع الريفي تظل غامضة. وقد شكلت نتائج الأبحاث التي تدعم الأطروحة والاستنتاجات الأخرى التي تلقي بظلال من الشك عليها سمات الجدل الدائر حولها لأكثر من 50 عاما.